# 甘榜亞逸

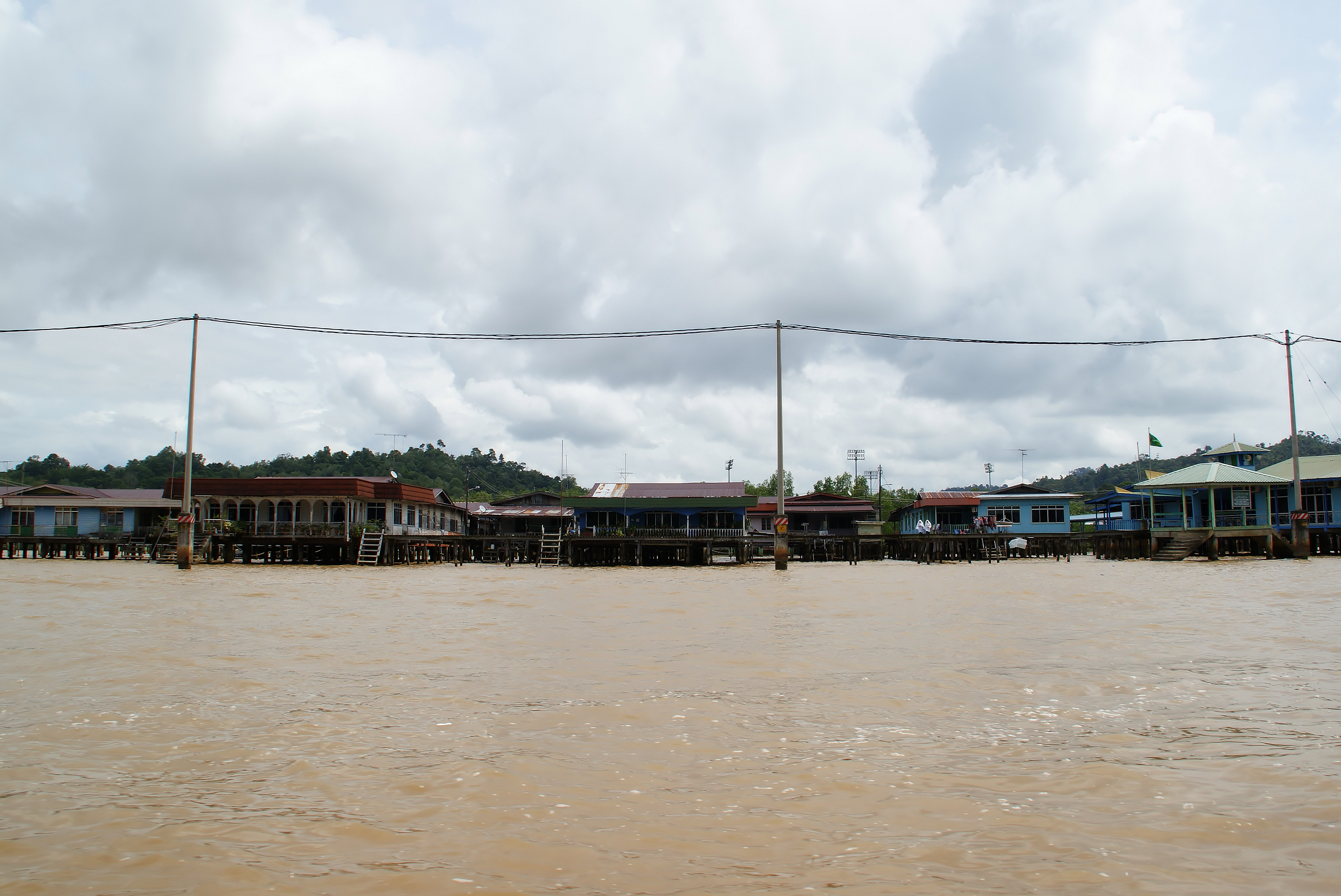
甘榜亞逸

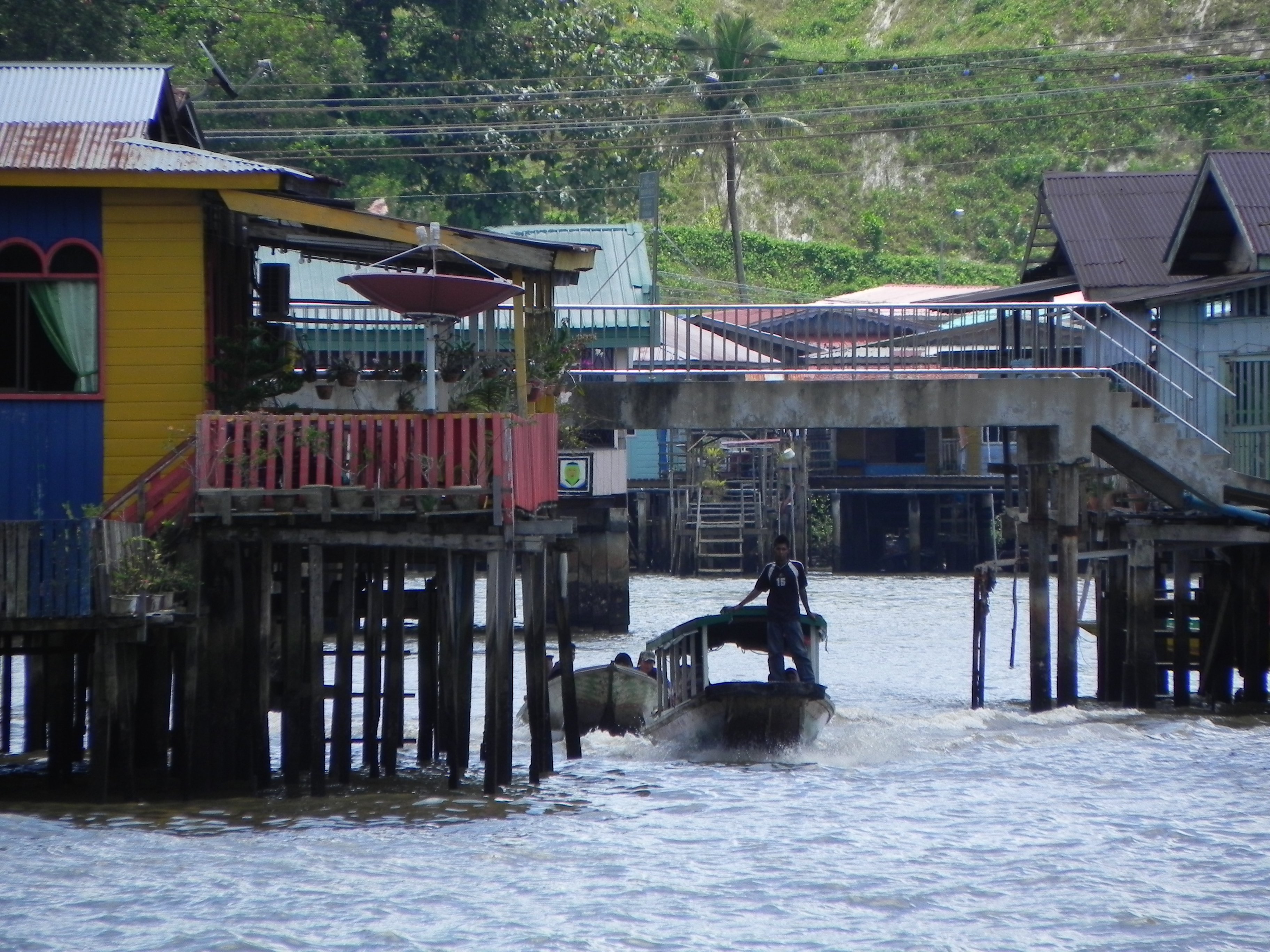
甘榜亞逸船屋

甘榜亞逸意即水上村莊是一個位於汶萊首都斯里巴加灣的區域，其範圍在汶萊灣附近，該村莊擁有39,000名居民，大約為全國10%之人口。村莊內的所有建築物都是沿著汶萊河興建的。

## 建設
根據汶萊蘇丹哈桑纳尔·博尔基亚陛下的計畫，將投入資金於甘榜亞逸的中央興建現代化的國民住宅，使當地居民能夠居住在陸地上，該計畫於2013至2014年開始進行。

## 概要
甘榜亞逸水上村莊是由木頭搭建而成的42個聚落，整個村莊有超過30,000居民居住在此，是全世界最大的水上聚落。整個村莊由木頭搭建的通行棧道相加總長約29,140公尺，其將4,200戶住宅、禮拜堂、餐廳、商店、學校以及醫院串來起來，整個村莊內的道路、棧道相加起來有36公里長。當地最主要的交通工具及是水上計程車，通常是由木板拼湊起來的傳統船隻，以穿梭在整個水上村莊內。雖然整個村莊看起來有如貧民窟，但在各項房屋內皆備有供電，以供冷氣機、衛星電視、網路系統運作。部分居民在自宅內有飼養動物或是種植小範圍的農作物。
甘榜亞逸已有1,300年的歷史，文藝復興時期的歐洲探險家安东尼奥·皮加费塔在他於1521年抵達此地時，將這裡比喻為「東方威尼斯」。這個地域可以被說是整個汶萊國內的交通生命線，根據文莱达鲁萨兰大学的教授指出，甘榜亞逸是整個婆羅洲甚至整個東南亞最大的水上聚落，也是歷史上汶萊與婆羅洲的貿易中心。
由外地來往此地的最主要交通方式仍舊是水上計程車，每日有若干船隻服務來往於首都河岸與甘榜亞逸的村落中心點。